# 도호쿠 지방 태평양 해역 지진에 대한 대한민국의 논란

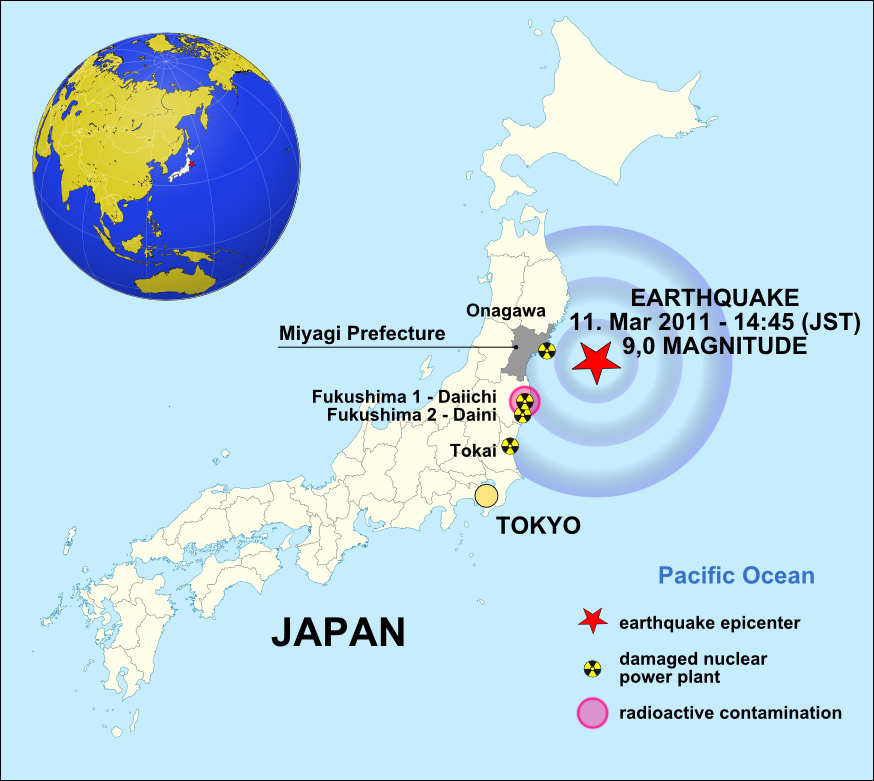
도호쿠 지방 태평양 해역 지진의 진원지

본 문서는 도호쿠 지방 태평양 해역 지진에 대한 대한민국의 논란에 관한 사항이다. 관련 내용들은 아래 본문을 참고하라.

## 방사능 확산 논란
최초 대한민국 정부는 일본 영토 상공에서 항상 편서풍이 불고 있으므로 방사능이 한반도로 넘어올 가능성은 없다고 밝혀왔으나, 4월 이후 대한민국 전역에서 소량의 방사능이 검출되면서 정부의 발표가 잘못됐다는 비판과 함께 불신이 커졌다. 결국 2주만에 방사능이 대한민국으로 넘어오면서 경로 예상이 틀린 정부는 나중에서야 편서풍의 예외적인 지류 등을 이유로 들었다. 한반도에 방사능이 온다는 분석은 독일, 프랑스 등에서도 이미 나왔던 것으로써 대한민국 정부가 의도적으로 숨기려 한것 아니냐는 의혹을 불러 일으켰다. 4월 14일에는 위성관측 결과 대한민국쪽으로 동풍이 불어 방사능이 일부 넘어온 것으로 확인됐다. 또한 민간단체에서 방사능을 측정한 결과 정부의 발표보다 6배가 높은 수치가 나오면서 정부의 과소측정 의혹이 일었다. 일본 원전부근에서 바다로 유출된 방사능 바닷물은 태평양에서 해류를 따라 돌다가 6월쯤에 한반도에 유입될 가능성이 제기됐다.
또한 일본에 파견된 다른나라 국가들은 방사능을 우려해 자국민들에게 철수를 지시하였으나, 대한민국 정부는 아무런 조치도 취하지 않으면서 비판도 제기됐다. 4일에는 일본이 한국에 아무런 통보도 없이 방사능 기준지를 100배 초과한 물 1500톤을 바다에 버린다고 밝히면서 대한민국 국민과 정부를 곤혹스럽게 만들었다. 일본 도쿄전력은 아무런 문제가 없을것이라고 주장했으나, 인근 해역에서 잡힌 까나리에서 1kg당 4080Bq(베크렐)의 방사능이 검출됐다. 일본은 방사능 물 방출을 미국에는 통보하였으나, 대한민국 정부에는 어떠한 것도 알리지 않아 정부도 언론을 통해서 이 사실을 알았다고 했다. 대한민국 정부는 일본 정부에 공문을 보내 우려를 표했다. 이 물은 태평양에서 서서히 이동해 한반도에 이르기까지는 수년 이상 걸릴 것으로 예상됐다. 대한민국 정부는 일본의 이러한 사태에 긴급 대처하기 위해 범정부적인 컨트롤타워를 만들겠다고 밝혔다. 대한민국의 방사능 확산으로 인해 다른나라들은 사실상 '한국 여행 주의령'을 내리기도 했다. 영국 영사관은 "만약 한국을 2주 이상 방문해야 한다면 영사관에 등록해야 한다"라는 문구를 내놓았고 대한민국을 방문할 예정이었던 인사들이 방사능을 이유로 무기한 연기하는 일도 생겼다.
국민들이 방사능에 대한 심각한 우려를 갖게 된 것은 정부의 책임이라는 분석도 있다. 방사능 노출량이 일본의 일부 지역과, 대한민국이 대등한 수준이 될것이라는 예측도 나왔고, 노르웨이에서 분석한 일본발 방사능 확산 예측에서 2~3일만에 한국에 방사능이 올것이라는 예측했는데, 한국정부가 주도적으로 정보를 알리지 못했기 때문에 불안감이 가속된 것이라는 주장이다. 또한 정부는 일본발 방사능과 빗물이 인체에 무해하다는 주장을 하면서도 정수장 관리를 긴급 지시하는 모습을 보인것도 불안감을 증폭시킨 원인으로 지적된다. 중앙일보는 사설에서 "정부가 말 바꾸기나 뒷북 대응 같은 안일한 행태로 국민의 불신을 자초해온 측면도 있다."라고 지적하면서도 정부가 신뢰를 얻기 위해 노력을 기울여야 한다고 주장했다. 한반도로 밀려온 방사능의 안전성 논란은 정부의 대처에 대한 비판과 겹치면서 이념대결로 비화되는 양상을 보이기도 했다. 한나라당 심재철 의원은 "신문, 인터넷, 영상 매체 등이 국민들에게 패닉을 조장하고 있다"라고 주장했고, 민주당 전현희 대변인은 "정부 여당이 불안해하고 있는 국민을 위해 해야 할 일은 색깔론으로 호도하는 것이 아니라 정확한 정보를 공개하고 안전대책을 세우는 것"라고 맞섰다. 대한민국 정부의 방사능에 대한 조치가 일본정부의 발표에 근거하고 있는데 대한 비판도 있다. 2011년 5월, KBS 카메라감독 박성주가 한국인으로는 처음으로 방사능 피폭됐다. 그는 "일본 정부는 당시 10km 이내 있는 사람들에게만 대피령을 내렸고, 우리가 있던 곳은 사고지역부터 40km가량 떨어진 곳이었다"라면서 "일본 정부와 한국 정부의 안전론은 모두 거짓임을 내몸이 증명하고 있다"라며 한국정부의 조치에 대해 비판을 제기했다. 박성주 감독의 피폭소식이 알려진 이후로 일본을 다녀온 언론인들의 방사능 검사요청이 쇄도하기도 했다.

### 방사능 비
2011년 4월 7일에는 한반도 전역에 비가 왔는데 대한민국 정부는 인체에는 해가 없을 수준이라며 안심하라고 강조했다. 특히 김황식 총리는 국회에서의 질답에서 "방사능 비를 맞아도 된다"라고 말하며 안전성을 장담했다. 하지만 상당수 국민들의 반응은 시큰둥했다. 일본은 대한민국이 방사능 비의 영향권이라고 밝히면서 대한민국 정부가 위험성을 축소시킨다는 지적도 제기됐다.
의료계의 논쟁도 거세다. 일부 의료계에서는 이날 방사능 비를 맞을 경우 암 발생률이 증가해 사망자가 늘어날 가능성이 있다고 증언했다. 그러나 대한의사협회 의료정책연구소 연구원 양기화 박사는 "현재의 방사능 공포는 비이성적 수준"이라고 지적한 바 있고, 대다수 의사들의 권고도 이 정도 수준이다.
그러나 논란은 쉬이 꺼지지 않아 정부에 대한 불신이 커진 가운데 경기도교육청은 초등학교에 대해서 자율적으로 휴교조치를 하라고 지시했다. 시민단체와 학부모들 사이에서도 전국적인 휴교령을 내려야 한다는 주장이 제기됐다. 실제로 휴교를 한 학교가 상당수에 이르자 과잉대응이라는 논란도 일었다. 특히 경기도교육청에서 파견나간 센다이 한국교육원장 김동주는 '방사능에 대한 우려는 이해가 가지만 휴교 조치는 신중하게 고려하여야 한다."는 글을 남긴 바 있다.
결국 4월 7일 제주도에 내린 비에서 일본에서 넘어온 것으로 보이는 세슘 137이 리터당 0.988베크렐과, 리터당 1.01베크렐의 세슘-134이 검출됐다. 방사능 비의 위험성에 대해서는 일부 언론들은 안전성을 강조했다. 4월 7일 제주도에 내린 빗물을 2년간 매일 2리터씩 마셔도 X레이 1.4회 촬영한것과 같은 수준이라는 것이다. 하지만 이러한 결론의 기준이 됐던 하루 방사선 허용 노출 한계를 잘못 계산했다는 주장도 나왔다. 인체에 직접 들어오는 방사선의 경우 허용치를 1/10로 엄격하게 해야 하므로 제주도에 내린 빗물에 포함된 방사능 수치를 대입하면 세계보건기구의 허용치의 1/2수준까지 위험해진다는 주장도 있다. 또한 다량의 방사능이 노출될 경우 인체에 미치는 영향에 대해서는 많은 연구 결과가 나와 있으나, 소량의 방사능 피폭에 대해서는 연구결과가 미흡하다는 점도 '안전'을 장담하기 어렵다는 지적도 있다. 실제로 그동안 인체에 문제가 없다고 여겨져왔던 X레이 촬영이 심혈관 질환에 악영향을 끼친다는 보고서가 2009년도에야 나온 바 있다.

### 정부·민간의 조치
원전 사고 지점 인근 바닷물과 어류에서 방사능이 검출되면서 정부는 일본에서 수입되는 모든 식재료에 대해서 방사능 검사를 실시하고 있다. 또한 일본에서 입국하는 사람들에 대해 방사능 검사를 실시하고 있으나, 전수검사가 아니기 때문에 구멍이 뚫렸다는 비판도 제기됐다. 대기중 방사능 오염 측정도 일주일에 한 번만 하던 것을 하루에 한 번으로 늘려서 실시하기로 했다. 정부는 원전 부근인 후쿠시마현과 인근 이바라키현, 도치기현, 군마현에서 생산된 농산물의 수입을 중단하기로 했고 후쿠시마에서 생산된 까나리의 수입을 4월 21일이 되어서야 뒤늦게 중단했다. 일부 유통업체들도 일본산 식재료들의 수입을 중단하기도 했다. 소비자들의 불안감으로 인해 일본산 식재료들에 대한 판매량은 크게 줄었고, 심지어 일본산 공산품에 대해 거래를 취소하는 사태도 벌어졌다. 수산물의 안전성에 대한 우려도 커지면서 대형마트에서 방사능 측정기도 등장했다.
방사능이 대한민국으로 유입되면서 불안감은 각종 방사능 대책 기구들의 판매량 증가로 이어졌다. 평소 잘 팔리지 않던 우의의 판매량이 크게 늘었고, 원전에서 사용되는 방사능 전용 방독면과, 방사선 요오드를 막아준다고 알려진 미역과 다시마, 요오드등이 불티나게 팔려갔다. 하지만 방사선 요오드로 인한 감상선암을 미역 섭취로 예방하려면 하루에 1.2kg씩 먹어야 하는데 이는 실질적으로 불가능하고 일반적인 섭취는 효과가 전혀 없다는게 전문가들의 중론이다. 오히려 평시에 요오드를 과다 섭취할 경우 배탈이 나는 등 부작용이 우려되었다.

## 후쿠시마 사고 이후, 달라진 원전안전대책
후쿠시마 사고는 반면교사로 남아 원전의 안전을 재점검하고 안전성의 기준을 높이는 계기로서 원전안전에 대한 시각과 정부의 안전 정책에 커다란 변화를 가져왔다. 그 첫 번째로 지진해일에 대한 대비가 전 세계적으로 강화되었다. 국내는 지진 자동정지설비 설치, 원전 해안방벽 증축, 대체비상발전기 설계기준 개선, 피동형수소제거설비 설치 등 50여개 후속대책을 수립 시행했다. 이외에도 사업자 자체적으로 취약설비 개선대책을 마련토록해 추가 발굴을 지시하여 사업자 자체적으로 10개 항목을 추진했다. 두 번째의 변화는 IAEA의 기능확대다. 국제 핵물질의 이동과 원자력이 평화적으로 이용하는지 감시하는 것이 주요활동이였는데 2011년 6월 원자력안전각료회의를 열고 국제사회의 원자력 안전을 강화하기 위한 행동계획을 담은 각료선언문을 채택했다. 여기에는 회원국간의 상호 검토를 통해 안전조치를 검증하고 안전 관련 소통과 정보확산을 용이하게 하기 위한 의사소통의 투명성과 효율성을 강화하는 방안을 포함하고 있다.

## 일본 지원 논란
일본이 큰 피해를 입었고 인력과 물자가 부족하여 피해가 커질 것이라는 우려에 따라 대한민국 정부는 많은 인력과 물량을 지원했다. 지진 당일인 3월 11일 120명 규모의 긴급구조대를 즉시 비상 대기시켰고, 지진 발생 다음날인 12일에는 구조견 2마리와 구조대 5명, 14일에는 구조대 102명을 피해지역인 센다이에 급파했다. 물자지원도 전폭적이었다. 담요 6000장·생수 100여t, 비상식량·라면·과자류·음료·고무장갑·고무장화 등 70여t, 즉석밥 10만개·김 4만5000봉, 방독면 2만개·비누 2만개·장갑 3500착·약식 2800개 등을 지원했다. 민간단체들도 모금을 통해 일본을 지원했다. KBS도 방송을 통해 대대적인 모금에 나서 3월 말까지 누적 모금액이 300억을 넘어섰고 4월 18일까지 총 560억원의 성금이 모였다. 이는 아이티 지진때보다 2.6배 많은 것이다. 하지만 3월 말에 이르러 일본이 교과서에 독도를 일본의 영토라고 표기하려는 움직임을 보이면서 일본에 대한 지원을 중단해야 한다는 여론이 일었다. 대한적십자사를 비롯한 일본 지원을 추진하는 단체들은 독도문제와 상관 없이 지원을 예정대로 실시한다고 밝혔으나, 일부 지자체는 일본에 대한 지원을 중단하고 독도지원금으로 돌려서 지원하는 경우도 있었다. 독도 분쟁으로 인해 개인기부금액은 이전의 3%까지 줄어드는 등 여론이 급격하게 바뀌었다.

## 원전 재점검
후쿠시마 원전 사태로 인해 대한민국에서도 원전 재검토를 해야 한다는 여론이 일었다. 논란은 크게 두 가지가 있다. 원전 건설 자체를 재검토 해야 한다는 의견과, 이미 건설된 원전에 대해 철저한 안전 검사를 실시해야 한다는 것이다. 이에 대해 대한민국 정부는 한국의 원전은 후쿠시마 원전보다 대부분 늦게 지어진 것으로 안전성에 크게 문제가 없다는 입장을 고수하고 있으나, 일부 원전에서 사소한 고장사고가 자주 벌어졌다는 사실이 드러나면서 불안감도 증폭되었다. 또한 리히터 규모 6.5에서도 견딜 수 있게 지어진 원전이라 안전하다는 정부의 설명에 대해서도 그 이상의 지진이 발생할 수 있기 때문에 안전하다고 장담할 수 없다는 지적이 제기됐다. 특히 대한민국에서 가장 오래된 원전인 고리원자력발전소 1호기는 1978년에 지어져 2007년 수명을 다했으나, 일부 정비가 이루어진 후 사용 연장이 된 상태이기 때문에 더 많은 우려가 제기됐다. 새로 건설될 예정인 강원도 삼척의 원전 계획도 차질이 불가피하게 됐다. 후쿠시마 원전 사태 이전에는 원전 건설시 중앙정부에서 제공하는 경제적 혜택에 따라 주민들의 90% 이상이 원전 건설에 찬성하였으나, 후쿠시마 사태 이후로는 원전건설을 반대하는 주민들의 수가 찬성보다 많아졌고, 원전 건설 반대 시위가 벌어졌으며 강원도지사 후보인 최문순과, 엄기영도 안전이 담보되지 않는 원전 건설은 반대한다는 입장을 밝히기도 했다.

## 지진과 지진해일에 대한 우려
일본의 지진이 발생하면서 한반도에서도 중대형 지진이 있을 수 있다는 우려가 제기됐다. 기상청의 지진관측이래 대한민국의 최대 지진규모는 5.8으로 안전한 편이 아니며, 조선시대 자료 등을 보면 이보다 더 큰 지진이 있었다는 기록이 발견된다는 것이다. 또한 2000년대 넘어서 한반도 지진 발생 빈도가 급격히 많아지는 것도 우려로 제기됐다. 한반도에 대규모 지진이 일어나지 않더라도 일본의 서쪽지형에서 강진이 발생할 경우 강력한 지진 해일이 발생할 수 있다는 우려도 있다. 일본 북서부에서 규모 9.0의 지진이 발생한다는 것을 가정한 시뮬레이션을 한 결과 울진원전은 10미터의 지진해일이 발생하며, 부산에도 지진 발생 2시간 40분 후에 5.5미터의 지진 해일이 큰 피해를 입힐 것으로 예측됐다. 실제로 1983년 5월 일본 혼슈 근해에서 7.7 규모의 동해 중부 지진이 발생해 지진 해일로 대한민국에 사상자를 냈다.

## 같이 보기
- 2011년 도호쿠 지방 태평양 해역 지진
- 후쿠시마 제1 원자력 발전소 사고